# Lista över finansborgarråd i Stockholm
Lista över finansborgarråd i Stockholms stad
| Namn | Namn | Namn                 | Politisk tillhörighet    | Ämbetsperiod                        |
| ---- | ---- | -------------------- | ------------------------ | ----------------------------------- |
|      |      | Carl Juhlin-Dannfelt | Högern                   | 1 april 1920 – 1926                 |
|      |      | Gustaf Söderlund     | Högern                   | 1926 – 15 juni 1936                 |
|      |      | Halvar Sundberg      | Högern                   | 15 juni 1936 – 30 september 1940    |
|      |      | Zeth Höglund         | Socialdemokraterna       | 1 oktober 1940 – 15 oktober 1950    |
|      |      | John Bergvall        | Folkpartiet              | 16 oktober 1950 – 15 oktober 1954   |
|      |      | Erik Huss            | Folkpartiet              | 15 oktober 1954 – 15 oktober 1958   |
|      |      | Hjalmar Mehr         | Socialdemokraterna       | 15 oktober 1958 – 15 oktober 1966   |
|      |      | Per-Olof Hansson     | Folkpartiet              | 15 oktober 1966 – 15 oktober 1970   |
|      |      | Hjalmar Mehr         | Socialdemokraterna       | 15 oktober 1970 – 30 september 1971 |
|      |      | Albert Aronsson      | Socialdemokraterna       | 1 oktober 1971 – 15 oktober 1973    |
|      |      | John-Olof Persson    | Socialdemokraterna       | 15 oktober 1973 – 15 oktober 1976   |
|      |      | Ulf Adelsohn         | Moderata samlingspartiet | 15 oktober 1976 – 15 oktober 1979   |
|      |      | John-Olof Persson    | Socialdemokraterna       | 15 oktober 1979 – 30 november 1986  |
|      |      | Sture Palmgren       | Moderata samlingspartiet | 1 december 1986 – 17 oktober 1988   |
|      |      | Mats Hulth           | Socialdemokraterna       | 15 oktober 1988 – 11 april 1991     |
|      |      | Carl Cederschiöld    | Moderata samlingspartiet | 11 april 1991 – 15 oktober 1994     |
|      |      | Mats Hulth           | Socialdemokraterna       | 15 oktober 1994 – 15 oktober 1998   |
|      |      | Carl Cederschiöld    | Moderata samlingspartiet | 19 oktober 1998 – 20 oktober 2002   |
|      |      | Annika Billström     | Socialdemokraterna       | 21 oktober 2002 – 16 oktober 2006   |
|      |      | Kristina Axén Olin   | Moderata samlingspartiet | 17 oktober 2006 – 16 april 2008     |
|      |      | Sten Nordin          | Moderata samlingspartiet | 28 april 2008 – 20 oktober 2014     |
|      |      | Karin Wanngård       | Socialdemokraterna       | 20 oktober 2014 – 18 oktober 2018   |
|      |      | Anna König Jerlmyr   | Moderata samlingspartiet | 15 oktober 2018 – 17 oktober 2022   |
|      |      | Karin Wanngård       | Socialdemokraterna       | 17 oktober 2022 –                   |